# 1997 RR8
1997 RR8 är en asteroid i huvudbältet som upptäcktes den 12 september 1997 av Beijing Schmidt CCD Asteroid Program vid Xinglong-observatoriet.
Asteroiden har en diameter på ungefär 6 kilometer och den tillhör asteroidgruppen Eos.